# Archivio di Stato di Belluno
L'Archivio di Stato di Belluno è l'ufficio periferico del Ministero per i beni e le attività culturali e per il turismo che a norma di legge conserva la documentazione storica prodotta dalle amministrazioni periferiche dello Stato nella provincia di Belluno e per deposito volontario, custodia temporanea, donazione o acquisto ogni altro archivio o raccolta documentaria di importanza storica.

## Storia
L'Archivio di Stato di Belluno è stato istituito con decreto ministeriale del 5 ottobre 1973, ma la tutela sugli archivi dello Stato operanti nel territorio aveva avuto inizio fin dal 1957, quando erano state istituite le prime Commissioni di sorveglianza sull'archivio dell'Intendenza di finanza e su quello della Questura di Belluno. Altre Commissioni, istituite presso Prefettura, Ufficio tecnico erariale, Ufficio provinciale poste e telegrafi, Ragioneria provinciale dello Stato, Ufficio provinciale del lavoro, etc., furono attive a partire dalla metà degli anni sessanta.
Nei primi mesi del 1976 l'Archivio di Stato si trasferì nella storica sede della scuola della Confraternita di Santa Maria dei Battuti, utilizzata sin dal 1806 dall'Archivio notarile distrettuale, dando inizio ai lavori di adeguamento dell'edificio alle esigenze di conservazione del materiale documentario. Contemporaneamente venne avviata una puntuale ricognizione in altri Archivi di Stato e istituti di conservazione per individuare la presenza di fondi archivistici da ricondurre all'Archivio di Stato di Belluno e furono accolti i primi versamenti di materiale documentario.

## Patrimonio
Ai cospicui trasferimenti di fondi documentari presenti negli Archivi di Stato di Trento, Treviso e Venezia si affiancarono nel 1978 i primi versamenti degli atti del Distretto militare e successivamente di quelli della Prefettura seguiti, nel corso degli anni novanta, da una gran mole di altra documentazione, tra cui in particolare, nel 1994, gli atti dei notai di Belluno e provincia rogati a partire dal XV secolo fino all'età napoleonica. Tra i fondi archivistici appartenenti a privati, di notevole interesse per la storia della provincia di Belluno, si ricordano quelli delle famiglie Doglioni, Miari e della Banca Prosdocimi. Nel 2002 si è aggiunto il patrimonio documentario di alcune importanti corporazioni religiose soppresse del Bellunese, proveniente pure dall'Archivio di Stato di Venezia.